# Joan Segura i Vila
Joan Segura i Vila (Santa Coloma de Queralt, 30 de juliol de 1928 - Barcelona, 26 d'octubre de 2020) fou un jugador, àrbitre i directiu d'escacs català. El 1992 fou nomenat Àrbitre Internacional per la FIDE.

## Activitat com a jugador
S'inicià al Club Escacs Vic, i es proclamà campió de Vic (1948). Anys més tard, fou campió de Catalunya per equips amb el Club Escacs Paluzie (1960), formà part de la selecció catalana en el Sis Nacions disputat a Saragossa amb participació d'Alemanya, Àustria, Portugal, Itàlia i les seleccions d'Aragó i Catalunya (1964), i guanyà el Torneig Internacional de Santa Coloma de Queralt (1965). Posteriorment, es proclamà campió d'Espanya d'Educación y Descanso amb el Grup d'Escacs Seat.

## Activitat com a directiu
Al llarg de la seva carrera es dedicà especialment a ser directiu en el món dels escacs. Presidí el Club Escacs Vic durant sis anys, i aconseguí que l'equip pugés a la primera divisió. Va ser president de la Federació Catalana d'Escacs, entre 1978 i 1987 la qual cosa li va comportar també una vicepresidència a la Federació Espanyola. Durant el seu mandat, la Federació Catalana d'Escacs va adquirir entitat jurídica pròpia, va adaptar els seus estatuts a la nova normativa de la Generalitat de Catalunya, creà el Circuit Català d'escacs-Copa Generalitat de Catalunya, i propicià els matxs internacionals amb Moscou i França i també amb els escaquistes de la Catalunya Nord. Participà en la publicació d'Escuela de ajedrez para principiantes (2001) i Iniciación al ajedrez (2006), dirigí la revista El Butlletí d'Escacs i col·laborà amb els diaris Avui, Mundo Deportivo i Diari de Barcelona. Rebé la medalla Forjadors de la Història Esportiva de Catalunya el 1989 i fou nomenat president d'honor de la Federació Catalana d'Escacs. Des del 1995 jugava federat al club gracienc Tres Peons.